# Радио Рекорд
Радио Рекорд (Radio Record) — российская федеральная радиостанция танцевальной и современной популярной музыки с центром вещания из Санкт-Петербурга. В эфире с 1995 года. Радиостанция осуществляет эфирное вещание в городах России, Киргизии, Молдавии, Приднестровья, а также в сети Интернет вместе с 114 собственными интернет-каналами.
Основной музыкальный формат вещания радиостанции — Dance CHR и EDM. Отличительная черта Радио Рекорд — непрерывный микс треков в одном темпе (124 BPM).

## История вещания

### Начало вещания (1995 — 1997)
Идея создания «Радио Рекорд» возникла в 1986 году и принадлежит композитору Виктору Резникову. В 1992 году Виктор Резников погиб, и идею радиостанции продолжила реализовывать его супруга Людмила Резникова (Кольчугина) и сын Андрей Резников.
19 августа 1995 года радиостанция вышла в эфир с тестовым вещанием. Виталий Шиншин, первый ведущий радиостанции, назвал в эфире название радиоканала и частоту. Затем в эфире проиграл трек Let the Beat Control Your Body нидерландского музыкального коллектива 2 Unlimited.
22 августа 1995 года в 8 утра радиостанция начала полноценное вещание в Санкт-Петербурге.
На момент запуска формат радиостанции был 4/4: первые 15 минут эфира занимала поп-музыка, вторые — альтернативная музыка, третьи — рок музыка, четвёртые — русскоязычная музыка. Диджеи приходили в эфир и ставили ту музыку, которая им нравилась. На Рекорде выходили разные программы: новости, утренняя зарядка, «Ужастики» (короткие юмористические рассказы), программы с участием известных актеров, музыкантов и политиков — в эфире «Рекорда» побывал Михаил Горбачёв с супругой, «Диджеем на час» становился будущий министр финансов России Алексей Кудрин, одним из ведущих работал солист группы «Сплин» Саша Васильев, своё шоу на «Рекорде» вёл джазмен Давид Голощекин.
Музыку на CD брали «по бартеру» в музыкальном магазине «Music Шок», которым владел Олег Тиньков, а Рекорд в свою очередь выпускал одноименную программу «Music Шок», в которой эти диски рекламировали.
В 1997 году радиостанция решает установить единый формат радиостанции. К Людмиле Кольчугиной приходили разные люди, и каждый предлагал свои идеи. Одной из наиболее популярных программ на «Рекорде» было трёхчасовое электронное шоу «Полетели» диджея Цветкоff-а. Многие ведущие радиостанции предлагали руководству перейти на танцевальный формат.
Чтобы определится, на сколько идея будет принята слушателями, радиостанция проводит марафон, на который приглашаются уже известные диджеи. Эфир марафона полностью состоял из электронной танцевальной музыки, уходя от формата «4/4», что не нравилось профессиональным ведущим радиостанции. После марафона джазмен Давид Голощёкин покинул радиостанцию.
Во время марафона слушателям предлагалось оценить формат, отправкой сообщения через пейджер на радиостанцию. Людмилой Кольчугиной было замечено, что сообщения отправляли и сами ведущие радиостанции, поэтому слушателям, которые поддерживали новый формат, предложили собраться около здания радиостанции. Собралось очень много людей, что и повлияло на решение о смене формата.

### Танцевальный формат (1997 — 2017)
После смены формата эфир поделился на дневной и ночной блок. Дневной эфир состоял из российских и зарубежных танцевальных треков, утреннего шоу, интерактива со слушателями и программы по заявкам «Хочу и Баста» (два часа в день), а ночной — из живых эфиров диджеев. Ночной эфир длился с 21:00 до 04:00. По субботам с 12:00 до 14:00 в эфир выходила программа «Рекордная двадцатка» c Леной Ливневой, которая состояла из 20 лучших треков эфира по мнению слушателей станции.
На «Рекорде» стали появляться модные деятели и диджеи: Лёша Хаас, Лена Попова, Фрейд, Залогин, DJ Кефир, Вася Сварщик, Федя Бумер, MC Вспышкин, Анжела Шульженко, Костя Лавски, Славянка, в эфире звучал голос художника и идеолога искусства Тимура Новикова. Радиостанция начинает проводить собственные фестивали: «Вспышка Сверхновой» и «Колбасный цех».
23 января 2002 года во время профилактики примерно в 03:30 ночи в аппаратной студии радиостанции случился пожар, в результате которого выгорела аппаратная и эфирная студия радиостанции. До этого момента «Радио Рекорд» была единственной радиостанцией в Санкт-Петербурге, которая вещала полностью в ручном режиме. Эфир радиостанции возобновился примерно в 12:00 этого же дня. Источником сигнала был «строительный вагончик» у передающего центра.
4 сентября 2002 года в Санкт-Петербурге начинает вещание радиостанция «Динамит», которая являлась прямым конкурентом Рекорда. Руководство станции «Динамит» пыталась переманить практически всех ведущих радиостанции. Некоторые ведущие согласились на условия, предлагаемые «Динамитом».
В 2003 году Андрей Резников создаёт из коллектива «Никифоровна» проект «MC Вспышкин и Никифоровна», который активно представлялся на фестивалях радиостанции. Голосом МС Вспышкина был актёр Дмитрий Бекоев. До 2015 года каждый день в полночь в эфире радиостанции звучали «Сказки на ночь от MC Вспышкина», а над треками два раза в час ставились «говорилки» с его голосом. 6 июня 2024 года «говорилки» снова вернулись в эфир, но озвучиваются уже другим голосом.
В начале 2004 года «Рекорд» официально запускает сайт радиостанции, на котором можно послушать эфир, узнать его расписание, голосовать за лучший трек, смотреть или писать сообщения в чате.
11 мая 2004 года Радио Рекорд начал вещание в регионах России. Первым городом в региональной сети стала Самара.
11 сентября 2004 года с 20:00 до 06:00 в эфире транслировался фестиваль «Вспышка 2004». Это был первый фестиваль от «Радио Рекорд», который можно было в прямом эфире послушать не только в Санкт-Петербурге.
В 2006 году радиостанция сменила логотип: он состоит из символа в виде галочки, похожей на чайку, а в пересечении крыльев находится небольшой круг.
В 2007 году в эфире появились чарты: в мае вышел первый выпуск «Record Club Chart» с DJ Romeo, в котором представляется 10 самых ярких клубных треков недели с лучших танцполов мира. С сентября в эфир выходит программа «Record Superchart», в котором собраны 33 лучших трека из дневного эфира. Её ведущим становится DJ Feel. Проголосовать за трек можно было либо отправив СМС-сообщение на короткий номер, либо отметив три трека на сайте радиостанции. Ночной эфир переименовывается в «Record Club».
С 2008 года дневной эфир радиостанции стал похож на живой эфир — музыкальный плейлист сведён миксом треков в темпе 128 BPM. Русскоязычные треки практически полностью пропадают из ротации. По выходным ведущие отсутствуют в эфире, а его оформление заменяется на «Record Dance Weekend». В ночном эфире начинают появляться радио-шоу зарубежных диджеев.
1 апреля 2009 года в качестве первоапрельской шутки «Радио Рекорд» сменил формат эфира и название на «Медляк FM». С этого момента становится ежегодной традицией радиостанции на первое апреля менять формат станции. В этом же месяце была запущена новая версия сайта: на ней теперь можно найти записи программ, треклисты, фото с фестивалей. Помимо эфира «Радио Рекорд» на сайте можно послушать два интернет-канала: Pirate Station и Trancemission. Сайт доступен на русском и английских языках.
С 11 января 2010 года выходит радио-шоу «Record Megamix», в которой за один час проигрываются 100 треков. В основном шоу миксовали диджеи Nejtrino & Baur и Magnit & Slider. С 23 сентября 2016 года шоу становится авторским подкастом, который миксует DJ Peretse. В настоящее время выходит по пятницам в 21:00.
С полуночи 1 декабря 2011 года «Радио Рекорд» начал вещать в Москве на частоте 98,4 МГц, которая принадлежит Европейской медиагруппе, заменив «Свежее Радио».
В августе 2012 года из эфира пропадает программа по заявкам «Хочу и Баста», которая выходила в эфир по будням с 12 до 13 часов дня.
Весной 2013 года ночной эфир терпит изменения. Время выхода радио-шоу диджеев полностью меняется, программа «Танцпол», которая выходила в эфир по пятницам на 3 часа, получает ещё один час в субботу. Ночной эфир теперь длится до 3 часов ночи.
Осенью 2013 года запускается новая версия сайта. Теперь на нём предоставляется возможность прослушивать 18 собственных интернет-станций и покупать билеты на мероприятия. Английская версия сайта отсутствует.
Весной 2014 года ночной эфир снова терпит изменения. Теперь он идёт по будням до 2 часов ночи, а по выходным до 5 утра. Программа «Танцпол» идёт по три часа в пятницу и в субботу. Программа «Record Chillout» пропадает из ротации. С лета и до конца года по выходным в эфир выходит программа «Record Live Mix», в которой приглашённые диджеи играли музыку в живую.
Летом 2015 года Роскомнадзор вынес предупреждение радиостанции за информацию, пропагандирующую порнографию. «Роскомнадзором установлен факт распространения в эфире радиоканала „Радио Рекорд“ от 6 апреля 2015 года (программа „Крем и Хруст“, 20:00) информации, пропагандирующей порнографию. В соответствии со статьей 4 закона „О средствах массовой информации“ использование СМИ для пропаганды порнографии запрещено», — говорится в сообщении ведомства. После получения предупреждения шоу Кремова и Хрусталёва переносится на 21:00, а в ночном эфире сокращаются программы и меняется время их выхода.
1 декабря 2015 года в 7 утра, в связи с продажей частоты 98,4 МГц Европейской медиагруппой, «Радио Рекорд» прекратило вещание в Москве спустя ровно 4 года после первого запуска на FM-волне в Москве. На момент прекращения вещания «Рекорд» занимал 26-е место среди 51 станции столицы, на последней неделе её рейтинг достиг самого высокого показателя в 4,3 %. Программа «Record Megamix» начинает выходить в эфир только вечером. В честь закрытия вещания в Москве проводится фестиваль «Record Black X-Mas».
В апреле 2016 года утреннее шоу «Record Мега-утро» заменено новым шоу «Вейкаперы», а в июне скорость треков дневного эфира снизилась до 126 BPM.
С 2017 года в эфире начинает появляться зарубежная коммерческая хаус-музыка в ремиксах от российских диджеев. С июня шоу «Record Megamix» выходит только по пятницам. С октября в ночном эфире появляется шоу с прогрессив-хаус музыкой под названием «Sunday Sessions» (позже переименованная в «Record Innocence»). Ночной эфир сокращается до 3 часов ночи по будням и до 4 часов ночи по выходным. В конце 2017 года скорость треков в дневном эфире снижается до 124 BPM.
С 2017 года Радио Рекорд начал развивать стриминг, активно запуская собственные тематические интернет-каналы.

### Русская и Hip-Hop музыка (2018 — 2021)
В 2018 году радиостанция начала смену формата в сторону русскоязычной музыки. В музыкальных тестах на сайте радиостанции стало появляться всё больше русскоязычных популярных треков. В ночном эфире появляется программа с Hip-Hop музыкой под названием «Маятник Фуко», а радио-шоу некоторых зарубежных диджеев было заменено на часовую программу «Record Club». В августе эфир радиостанции не содержал русскоязычных треков, но при этом часто ротировались старые треки, которые были в эфире радиостанции несколько лет назад.
С сентября 2018 года в дневном эфире стала увеличиваться ротация русскоязычной музыки, из-за чего позже пропадает микс треков. Шоу «Танцпол», которое выходило в эфир с 1996 года, было заменено на шоу «Record Party», в которой играет зарубежная музыка из дневного эфира в миксе с темпом 124 BPM. Позже в ней появляется зарубежная коммерческая хаус-музыка. По выходным дневной эфир проводится также без ведущих, но больше не оформляется джинглами «Record Dance Weekend».
После смены формата радиостанция продолжала проводить фестивали с электронной танцевальной музыкой и развивать собственные интернет-каналы с ней. Популярные коммерческие EDM-треки так же находились в ротации. Многие слушатели радиостанции негативно относились к смене формата, о чём часто напоминали в комментариях на официальных страницах радиостанции в социальных сетях. По данным Mediascope, рейтинг радиостанции на момент смены формата составлял 3,7% (накопленное суточное количество слушателей в процентах) по России.
Летом 2019 года радио-шоу «Record Party» стало выходить в эфир каждый день в записи. В то же время, радио-шоу диджеев в ночном эфире сокращается. В сентябре в эфир возвращается программа «Record Club Chart», а её ведущим становится DJ Dimixer.
Осенью 2019 года сеть вещания радиостанции расширилась и стала охватывать больше половины субъектов России, что даёт «Рекорду» статус федеральной радиостанции.
После введения карантина на всей территории России из-за пандемии COVID-19 с 17 по 19 апреля 2020 года в эфире «Рекорда» проводился «Марафон 36.6», в котором на протяжении 36 часов играли живые миксы от диджеев из студии радиостанции.
8 декабря 2020 года была запущена новая версия сайта, адаптированная для работы на мобильных устройствах.

### Возвращение к танцевальному формату (2021 — настоящее время)
22 июня 2021 года радиостанция вернулась к танцевальному формату. По данным Mediascope, рейтинг радиостанции на момент смены формата составлял 3,6%. В дневном эфире, по возможности, применяется микс треков в темпе 124 BPM, хотя в Record Party играет микс треков в одном темпе без изменений. В эфир вернулись старые треки, которые играли на радиостанции, но часть из них ротируется в оригиналах. С 26 августа в ночном эфире транслируются живые выступления диджеев в рамках радио-шоу «Record Video Stream», параллельно видеотрансляция идёт в социальных сетях радиостанции. В это же время трансляция собственных тематических интернет-каналов начинается на YouTube и ВКонтакте.
16 ноября 2022 года Hip-Hop шоу «Маятник Фуко» заменяется программой «Record Guest Mix», в котором транслируются записанные гостевые миксы зарубежных диджеев. Причиной закрытия радио-шоу являются многократные предупреждения Роскомнадзора за пропуск ненормативной лексики в русскоязычных треках.
С сентября 2022 года двухчасовые выпуски шоу Record Party ведёт Tim Vox (в записи), а субботний четырёхчасовой выпуск – Виолетта Юшкина.
С июня 2023 года трансляция тематических интернет-каналов на платформе YouTube прекращена.
С февраля 2024 года подкасты и записи музыкальных программ из эфира больше не размещаются на официальном сайте радиостанции, оставаясь доступными в социальной сети «ВКонтакте», а так же на сервисах «Google Подкасты» и «Apple Podcasts». Причину удаления радиостанция объясняет «требованием от правообладателей». Для удалённых подкастов создаются тематические потоки в виде интернет-каналов на сайте, а так же канал и бот в мессенджере «Telegram».
22 апреля 2024 года в полночь возобновилось вещание «Радио Рекорд» в FM-диапазоне Москвы, но уже на частоте 89,9 МГц, заменив радио «Твоя Волна». За неделю до этого, «Радио Рекорд» начал публиковать в своих социальных сетях фотографии, намекающие на возобновление вещания радиостанции в Москве. После возобновления вещания некоторые зарубежные треки начали ротироваться в эфире в «чистых» (clean) версиях, а блок дневного эфира по выходным снова оформляется как «Record Dance Weekend».
С июня 2025 года радио-шоу «Record Video Stream» пропадает из ночного блока программ, а российские диджеи начинают появляться в шоу «Guest Mix».

## Спутниковое вещание
Открытое (не кодированное) спутниковое вещание:
- на спутнике «Ямал 401» в позиции 90 град. вост. долготы;
- на спутнике «Ямал 402» в позиции 54,9 град. вост. долготы.

## Спецпроекты на 1 апреля
С 1 апреля 2009 года ежегодно в качестве первоапрельской шутки радиостанция на день меняет формат, название, оформление эфира, сайта и эфирной студии. Впоследствии некоторые форматы получили дальнейшее развитие как интернет-каналы на сайте радиостанции.
| Год  | Название                                                             | Формат                                                               | Время вещания 1 апреля по МСК                                        | Интернет-канал                                                       |
| ---- | -------------------------------------------------------------------- | -------------------------------------------------------------------- | -------------------------------------------------------------------- | -------------------------------------------------------------------- |
| 2009 | «Медляк FM»                                                          | поп, ретро                                                           | 02:00 — 21:00                                                        | есть                                                                 |
| 2010 | «Гламур FM»                                                          | лаунж, чилаут                                                        | 02:00 — 21:00                                                        | нет                                                                  |
| 2011 | «ГОП FM»                                                             | pumping house                                                        | 00:00 — 24:00                                                        | есть                                                                 |
| 2012 | «Гастарбайтер FM»                                                    | среднеазиатский этно-поп                                             | 00:00 — 23:00                                                        | есть                                                                 |
| 2013 | «Yo! FM»                                                             | хип-хоп, рэп                                                         | 00:00 — 24:00                                                        | есть (Black Rap)                                                     |
| 2014 | «Rock Radio»                                                         | рок                                                                  | 00:00 — 24:00                                                        | есть                                                                 |
| 2015 | «Аншлаг FM»                                                          | юмор, танцевальная музыка                                            | 00:00 — 24:00                                                        | закрыт                                                               |
| 2016 | «Rave FM»                                                            | хардкор                                                              | 00:00 — 24:00                                                        | есть                                                                 |
| 2017 | «Нафталин FM»                                                        | поп, ретро                                                           | 00:00 — 24:00                                                        | есть                                                                 |
| 2018 | «Симфония FM»                                                        | классическая музыка                                                  | 00:00 — 22:00                                                        | есть                                                                 |
| 2019 | «Веснушка FM»                                                        | детское радио                                                        | 00:00 — 22:00                                                        | есть                                                                 |
| 2020 | «Руки Вверх! Радио»                                                  | хиты группы «Руки Вверх!»                                            | 00:00 — 22:00                                                        | есть                                                                 |
| 2021 | «Record 80-x»                                                        | техно-поп                                                            | 00:00 — 23:00                                                        | есть                                                                 |
| 2022 | «Record 00-x»                                                        | танцевальная музыка 00-х                                             | 00:00 — 22:00                                                        | есть                                                                 |
| 2023 | «Пиратское Радио»                                                    | драм-н-бейс                                                          | 00:00 — 22:00                                                        | есть                                                                 |
| 2024 | Не проводился в связи с трагическими событиями в «Крокус Сити Холле» | Не проводился в связи с трагическими событиями в «Крокус Сити Холле» | Не проводился в связи с трагическими событиями в «Крокус Сити Холле» | Не проводился в связи с трагическими событиями в «Крокус Сити Холле» |
| 2025 | «ГОП ФМ Ренессанс»                                                   | русская эстрада, pumping house                                       | 03:00 — 22:00                                                        | есть                                                                 |

Проект «Аншлаг FM», проводившийся 1 апреля 2015 года, предполагал, что эфир будет нон-стопом состоять из шуток, приколов, анекдотов, отрывков из выступлений популярных юмористов и сатириков, однако с 10:58 в эфире снова заиграла музыка, но над почти каждым треком вставлялась шутка. Проект получил продолжение в виде интернет-канала «Аншлаг FM», трансляция которого была остановлена в марте 2021 года.
В 2024 году радиостанция не организовывала традиционный спецпроект на первое апреля: вместо него в эфире проводился танцевальный марафон в поддержку донорского движения в России — марафон добра «Сердечный Бит». Такое решение было принято в связи с трагическими событиями в «Крокус Сити Холле», которые произошли вечером 22 марта 2024 года.

## Фестивали
«Радио Рекорд» — организатор ряда музыкальных фестивалей в России, таких как «Пиратская Станция», «Супердискотека 90-х», «Trancemission», «Маятник Фуко» и других. Всего в Москве и Санкт-Петербурге «Радио Рекорд» проводит более пятидесяти музыкальных мероприятий в год, и ещё более ста — в других городах России.
С 2008 года «Радио Рекорд», совместно с голландской компанией ID&T, организовывала фестиваль «Sensation», который проводился ежегодно в июне в Санкт-Петербурге. С 2015 года фестиваль переместился в Москву. В 2017 году компания ID&T официально объявила о закрытии проекта, после чего в России фестиваль больше не проводился.
Начиная с 2015 года «Радио Рекорд» является соорганизатором «Фестиваля ВКонтакте» (позже переименованным в «VK Fest») совместно с одноимённой социальной сетью.
Анонс фестиваля «Pirate Station History» в 2017 году содержал информацию, что эта постановка фестиваля будет финальной. Тем не менее, в 2019 году фестиваль начал проводиться снова.
В июне 2018 года впервые был представлен фестиваль видео-арта, техно и прогрессив-хаус музыки под названием «Innocence». Последний раз фестиваль проводился 4 ноября 2018 года.
14 октября 2023 года радиостанция впервые с 2009 года проводит фестиваль «Колбасный Цех». Во время повторного проведения фестиваля 15 марта 2024 года, генеральный продюсер радиостанции Андрей Резников анонсирует фестиваль, который будет приурочен к 15-летию «Sensation» в России. Он прошёл под названием «БЕЛАЯ» в Санкт-Петербурге 28 сентября 2024 года.
5 апреля 2025 года радиостанция провела бал «ГОП ФМ Ренессанс». Вечеринки «Гоп ФМ» являются продолжением первоапрельского проекта, и проводились ранее с 2011 по 2016 год.

## Лейбл
Собственный лейбл звукозаписи «Record Music» занимается выпуском и лицензированием танцевальной электронной музыки на территории России, СНГ и остальных стран мира. На лейбле выпускают свои работы как резиденты «Радио Рекорд», так и начинающие российские электронные музыканты.

## Record Booking
Подразделение букинга «Радио Рекорд» ежегодно организует выступление российских и зарубежных артистов в городах России, СНГ и других стран. Букинг представляет зарубежных артистов, таких как L.B.One, Alex M.O.R.P.H., Aly & Fila, Cosmic Gate, Emma Hewitt, Ferry Corsten, а также российских артистов, таких как Filatov & Karas, Feel, Magnit & Slider, Аристарх Венес, Марсель, Nejtrino & Baur, Alexander Popov, Жан & Rimsky, Zeskullz, Gvozd, Maxfresh, MC Richy, Кремов и Хрусталёв, Скоробогатый.

## Города вещания
Развитие региональной сети вещания началось в 2004 году. Первыми городами, в которых началась ретрансляция «Радио Рекорд», стали Самара и Тольятти, а в течение года к сети присоединились такие города, как Новосибирск, Волгодонск, Мегион, Асбест, Кузнецк и Новомосковск. По состоянию на август 2025 года осуществляется вещание в 218 городах (список).
Радиостанция начинает вещать в Москве 1 декабря 2011 года на частоте 98,4 МГц, которая принадлежит Европейской Медиагруппе, заменив «Свежее Радио». В связи с продажей Европейской Медиагруппой частоты 98,4 МГц Уральской горно-металлургической компании (УГМК), вещание радиостанции на данной частоте прекращается. Спустя 8 лет, 22 апреля 2024 года, радиостанция возобновляет вещание в московском радиоэфире на частоте 89,9 МГц, которая принадлежит компании «Радиосеть ОРР», заменив радио «Твоя Волна».